# Gunnar Jansson (homme politique)
Pour les articles homonymes, voir Gunnar Jansson et Jansson.
Gunnar Jansson (né le 25 juin 1944) est un homme politique ålandais.
Diplômé en droit de l'université d'Helsinki en 1969, il devient vice-président de la cour d'appel de Turku en 1976. Membre du parti Liberalerna på Åland, il est, du 26 mars 1983 au 18 mars 2003, le représentant de la circonscription d'Åland à l'Eduskunta, le parlement national finlandais. Jansson est également élu au Lagting, le parlement régional ålandais, en 1991, puis en 2007 et en 2011. Il est brièvement président du Lagting du 1er au 28 novembre 2007, puis vice-président du 5 décembre 2007 à 2011,.
Jansson épouse en 1972 la commissaire aux comptes Agneta Vivian Mannberg avec qui il a deux enfants.